# Doormansbos

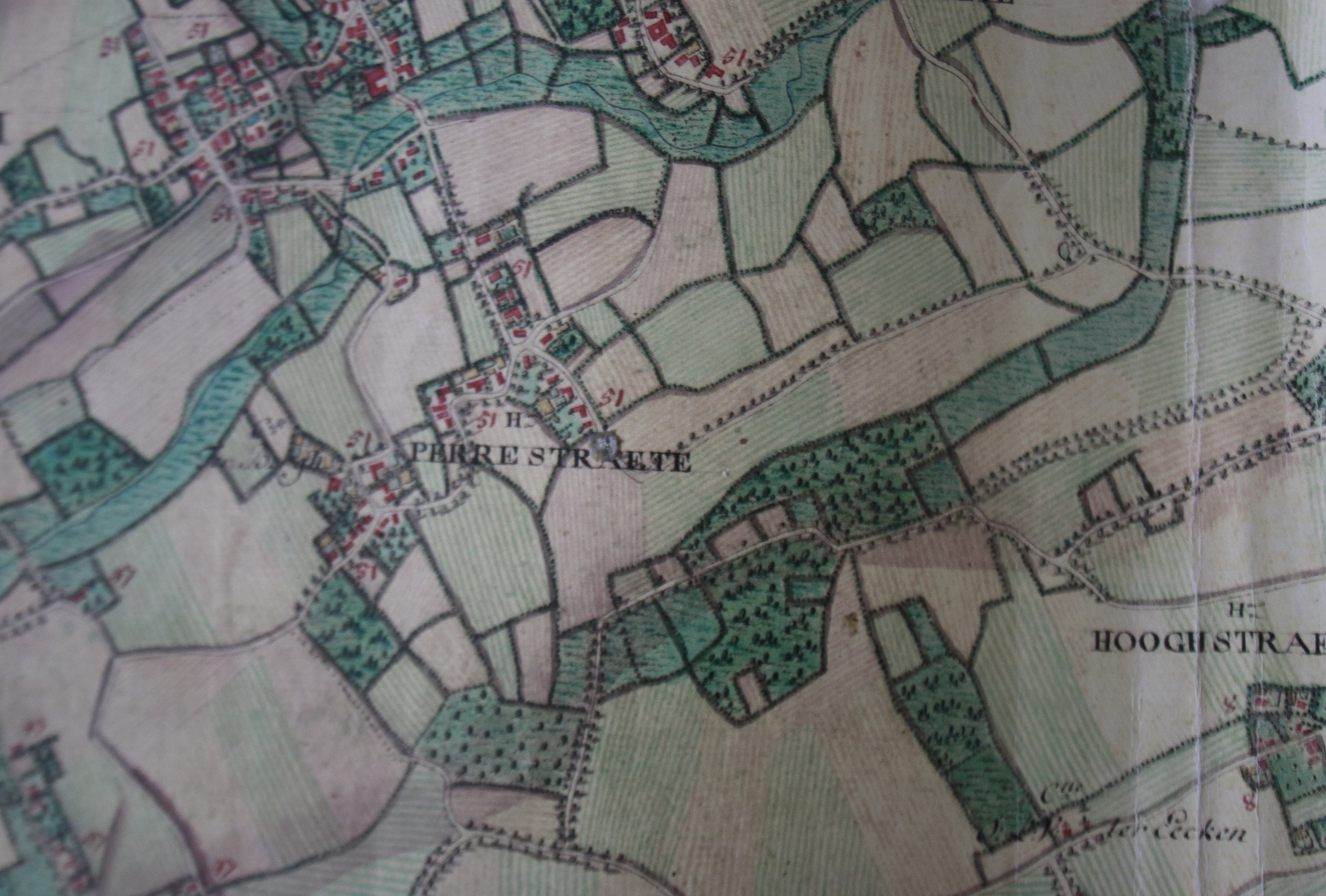
Het gebied op de Ferrariskaart

Het Doormansbos met de Doormansvallei is een bos- en natuurgebied in Herzele in Zuid-Oost-Vlaanderen (België). Het 5 hectare grote natuurgebied ligt aan de Ternatstraat tussen Herzele en deelgemeente Hillegem. De Doormansbeek stroomt vanuit Zottegem naar de stationsbuurt van Herzele om er uit te monden in de Molenbeek. In 2016 kocht de gemeente Herzele het Doormansbos van 2 hectare en droeg het beheer ervan over aan Natuurpunt. In 2018 werd nog 3 hectare bos aangekocht aan de Bergafstraat. Het natuurgebied wordt beheerd door Natuurpunt Denderstreek. In het Doormansbos werden in november 2019 de essen die aan essenziekte lijden vervangen door een 250-tal bomen van streekeigen boomsoorten (haagbeuk, veldesdoorn, boskers, linde, lijsterbes, tamme kastanje en zwarte els). Het Doormansbos en de Doormansvallei errond worden uitgebouwd tot het tweede natuurreservaat van Herzele (het andere reservaat is het Duivenbos).

## Landschap
Het natuurgebied omvat het Doormansbos in de vallei van de Doormansbeek. Het landschap bestaat uit loofbos en weiden.

## Natuurbeleving
Er werd in 2018 een wandelpad aangelegd in het Doormansbos.

## Afbeeldingen

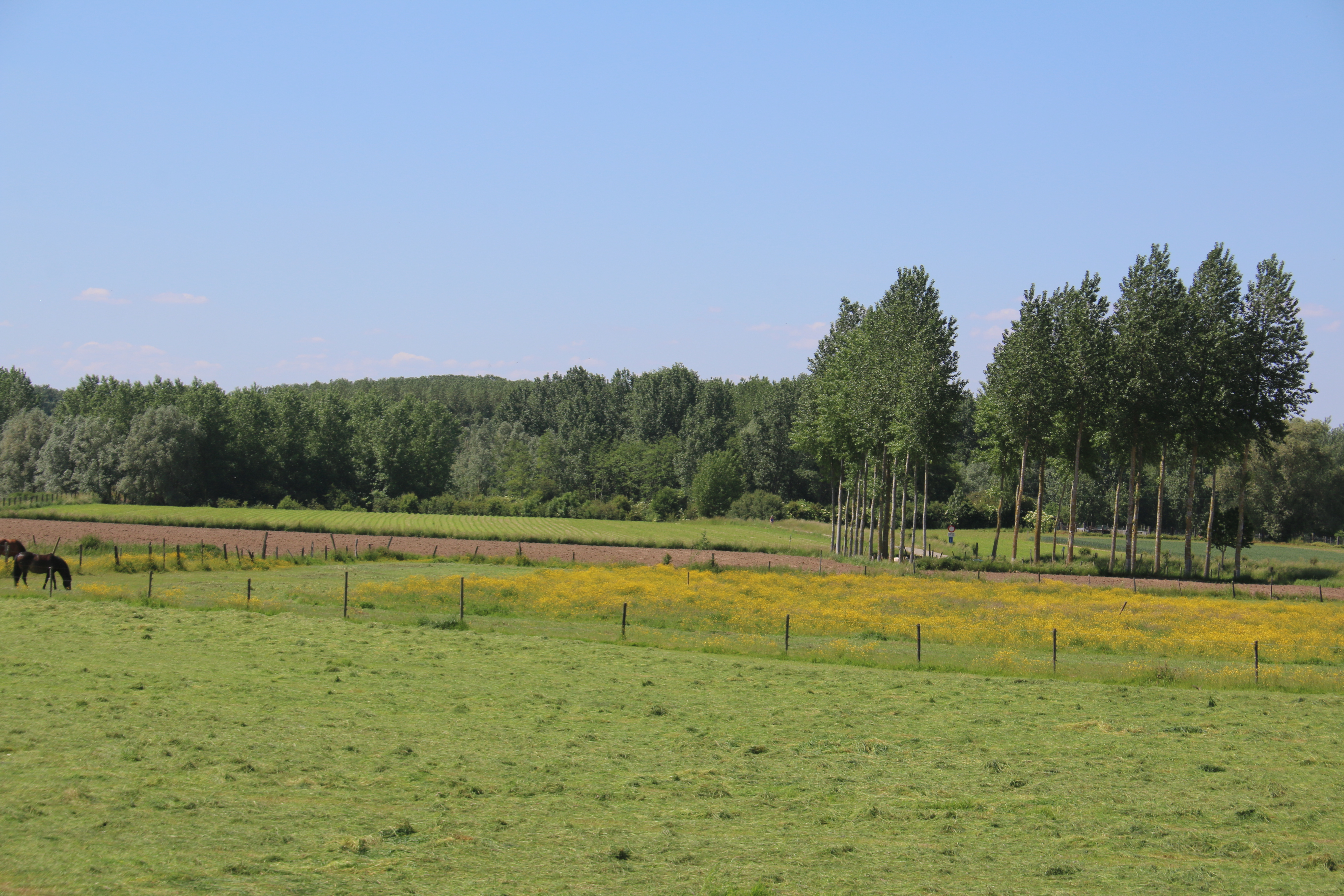
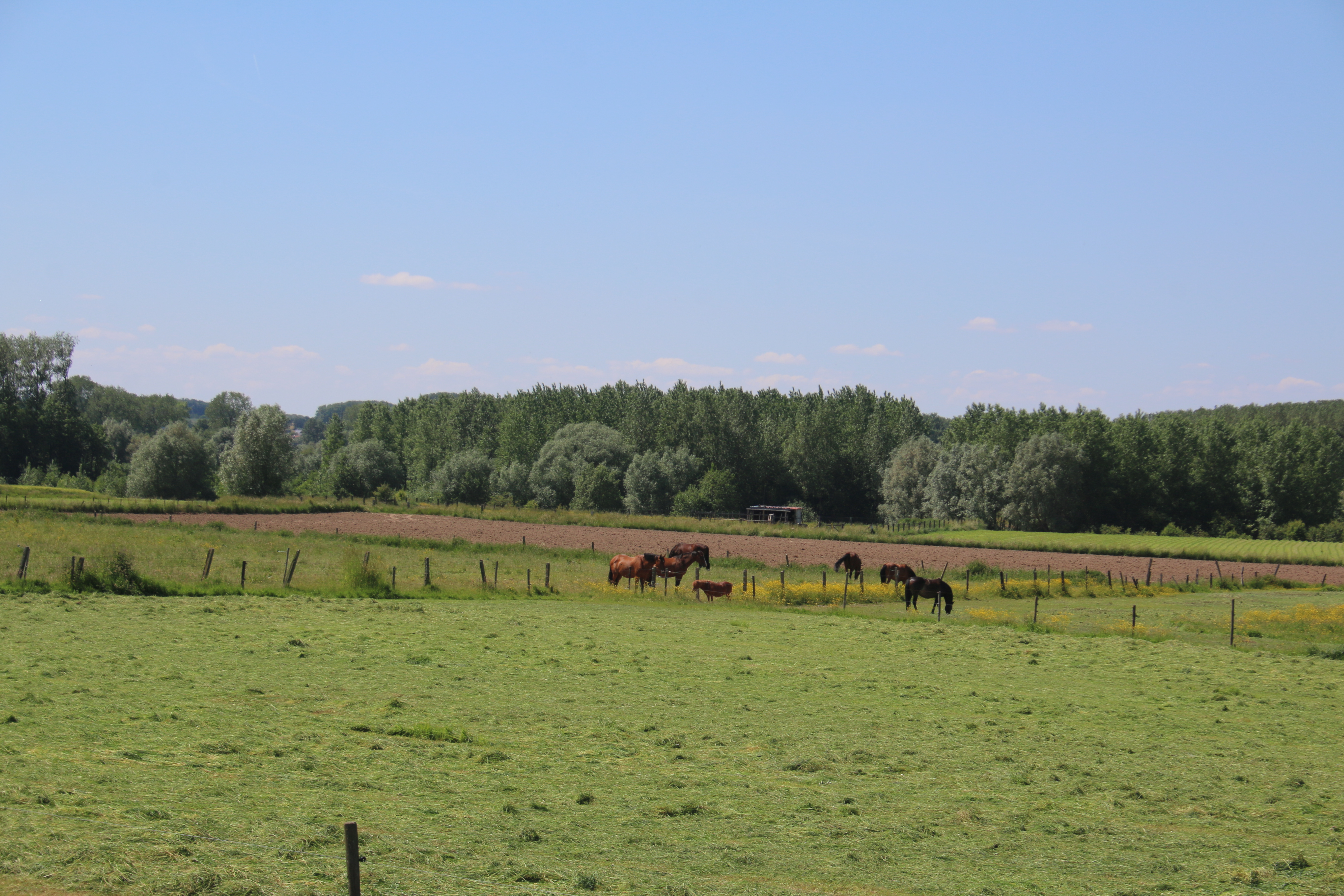